# Sint Piter

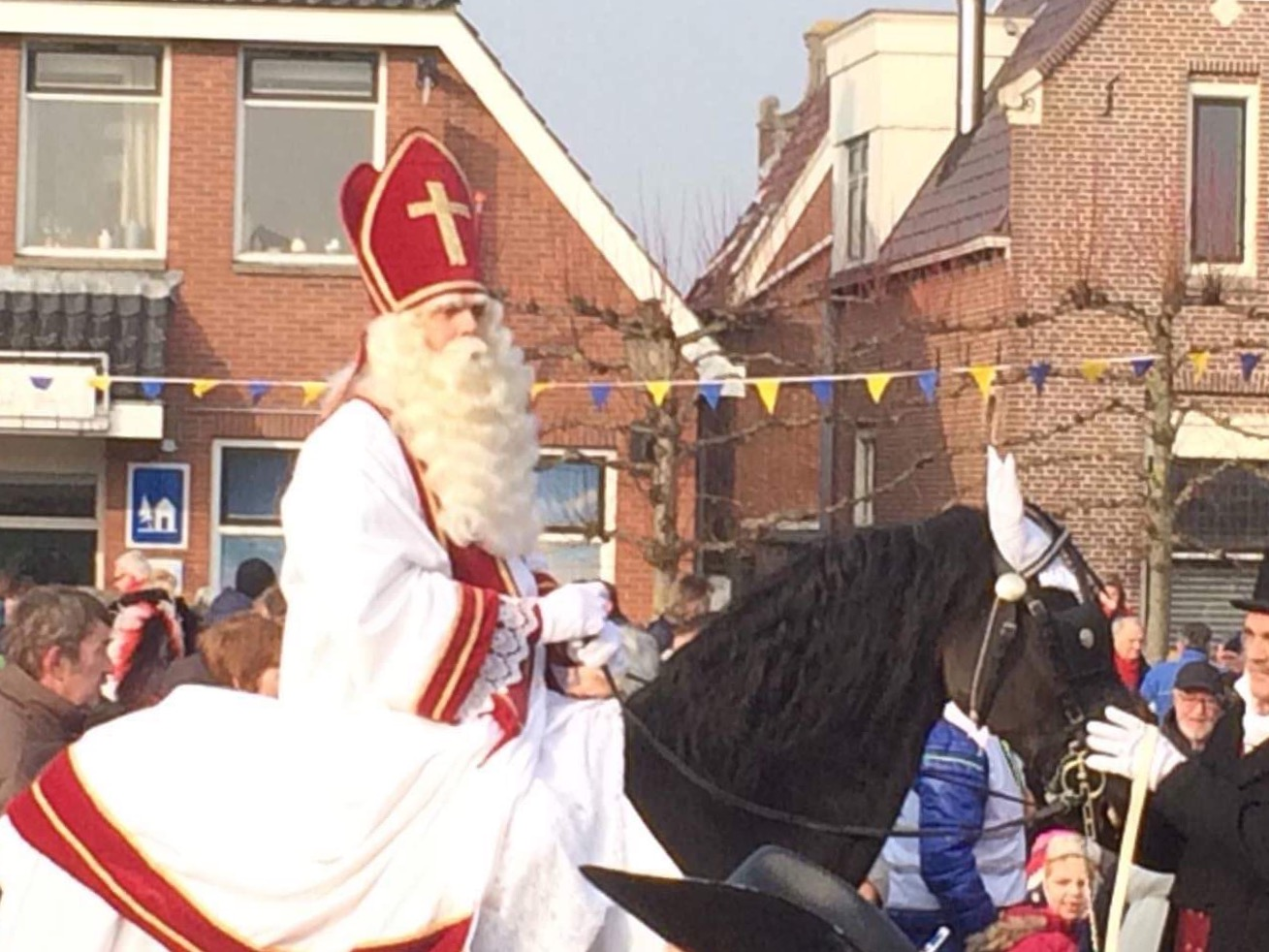
Sint Piter op zijn Friese paard (ongedateerde foto)

Sint Piter is de goedheiligman die elk jaar op de zaterdag voor zijn verjaardag (21 februari) van Spanje naar het Friese dorp Grouw komt en daar zijn boot aanlegt aan de Nieuwe Kade. In de huidige vorm stamt het feest uit 1900, toen werd bedacht dat Sint Piter de broer van Sinterklaas was die naar Grouw trok om pakjes te brengen toen Sinterklaas het dorp vergeten was. Al eerder was er een voorjaarsfeest dat door de kerk werd omgezet in een feest ter verering van Sint-Petrus.

## Oorsprong
Volgens een in 1900 bedacht verhaal  zouden vroeger Sint Piter en Sinterklaas gezamenlijk naar Nederland varen om daar op 5 december op pakjesavond cadeautjes uit te delen. Toen zij een keer Grouw vergaten, ging Sint Piter terug om alsnog de cadeautjes voor de inwoners van het Friese dorpje op te halen. Pas midden februari kwam hij terug. 
De oorsprong van het feest is echter het Friese Maitiidsfeest (voorjaarsfeest). Pasgetrouwde koppels gooiden ballen die door hun vrienden werden gezocht, dit was een ritueel om het land vruchtbaar te maken.
Omdat de kerk heidense feesten verving door christelijke feesten, veranderde het voorjaarsfeest in het feest van Sint-Petrus. Nu is dit feest vrijwel overal in de vergetelheid geraakt, behalve in Grouw. Waarom precies is niet duidelijk, maar het kan ermee te maken hebben dat Sint-Petrus beschermheilige is van het vissersdorp Grouw.
In de 19e eeuw was Sint Piter een man met kettingen om de voeten en een grote jas aan, met daarop snoep bevestigd. Zo ging hij van deur tot deur waarbij de kinderen steeds wat snoep van zijn jas mochten pakken.

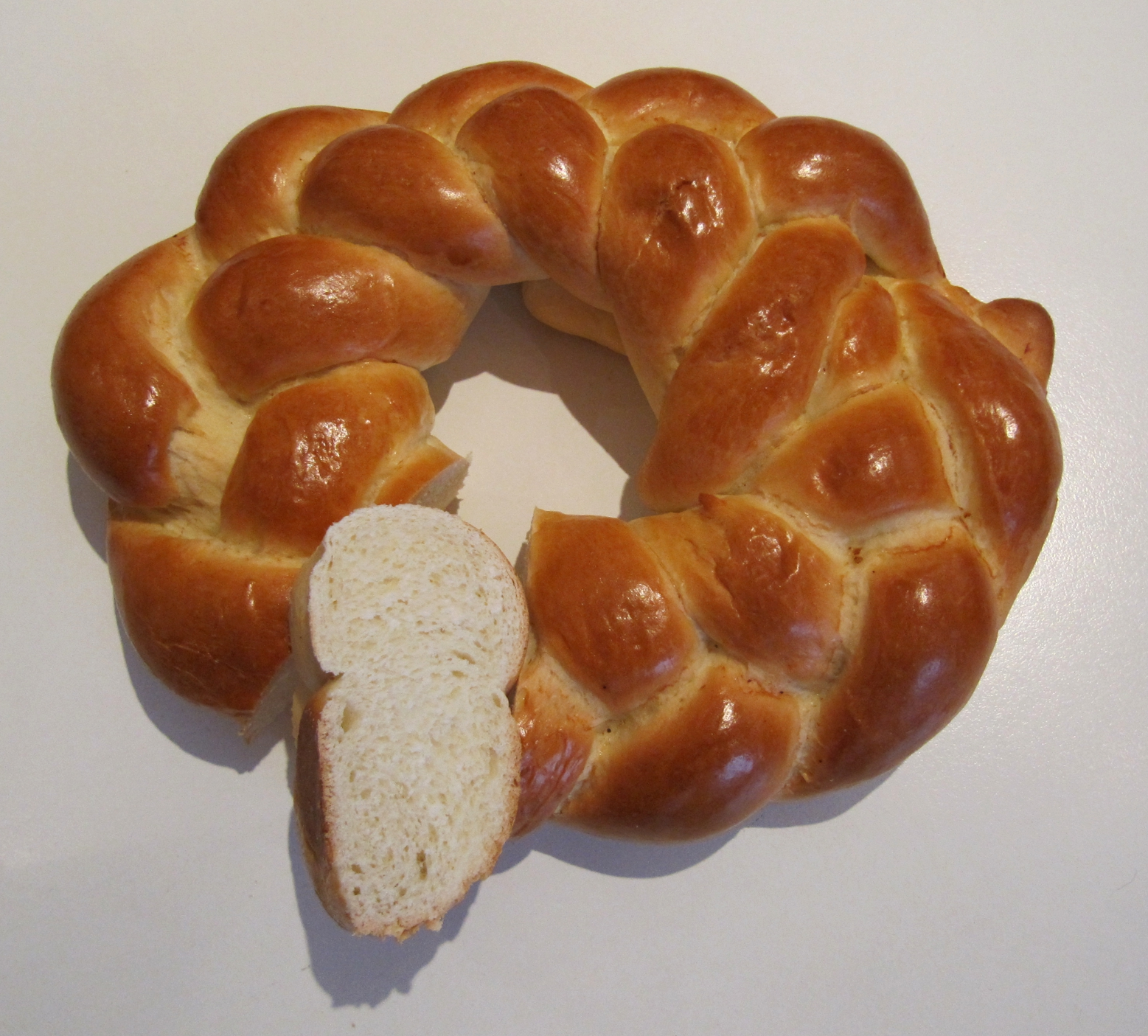
Krakeling uit Hamburg

De broers Joost Hiddes Halbertsma en Eeltje Halbertsma, bekende volksschrijvers uit de 19e eeuw, beschrijven het feest, waarbij Sint Piter een zijden doek om het gezicht draagt en krakelingen uit Hamburg, koek, speelgoed en appels aan de kleding genaaid heeft. Hij vraagt of er stoute kinderen zijn, die meegenomen worden in de zak (zie ook Man met de zak) en strooit met pepernoten wanneer hij vertrekt. E. Halbertsma vermeldt dat in zijn jeugd snoep werd uitgedeeld aan jongeren die met rommelende kettingen (of iets anders) lawaai maakten bij de deuren van huizen. Er werden ronde 'boltsjes' (broodjes) van tarwemeel met stroop verstopt in de nacht van 22 op 23 februari en 's ochtends gingen kinderen op zoek naar deze 'boltsjes'. Later kwamen de Sint-Pieterskoeken met spreuken en rijmpjes, taaimannen en taaiwiven (vrouwen), kruidkoek, mangelkoek, suikergoed en oranjekoek. Hier werd om geloot en gedobbeld (zie ook Sinterklaasdobbelen).
Onder invloed van de Grouwster kleuterjuf Jansen werd de opzet van het feest veranderd. Zij bedacht rond 1900 de huidige Sint Piter.
In de Tweede Wereldoorlog kon het feest niet vrij gevierd worden, maar in 1946 werd het weer op ouderwetse manier gevierd.

## Relatie tot Sinterklaas
Grouw wordt in principe niet door Sinterklaas maar door Sint Piter bezocht. Op de scholen wordt niet gesproken over Sinterklaas en wordt daarentegen veel tijd besteed aan het Sint Piterfeest.
Er zijn veel overeenkomsten. Zo zijn beide mannen te herkennen aan de lange witte baard, de staf en de mijter. Sint Piter draagt in tegenstelling tot Sinterklaas een witte mantel. Ook rijdt hij niet op een schimmel maar op een echt Fries paard, dat zwart is. Daarnaast had hij in tegenstelling tot zijn collega maar één Piet, die in het Fries Swarte Pyt wordt genoemd. In vroeger tijden werd zijn collega Hantsje Pik of Plus genoemd. Sinds 2021 wordt Sint Piter vergezeld door een nieuwe hulp: Aldemar, een natuurmens wonend in een boomhut in Nationaal Park de Alde Feanen bij Grou. Swarte Pyt is op wereldreis gegaan. Net als Sinterklaas komt ook Sint Piter uit Spanje en brengt hij cadeautjes mee. Zowel hij als zijn maat spreken Fries en worden door de kinderen toegezongen in het Fries. Het zijn bijna allemaal eigen liedjes, met eigen Friese teksten en eigen melodieën.

## Aankomst

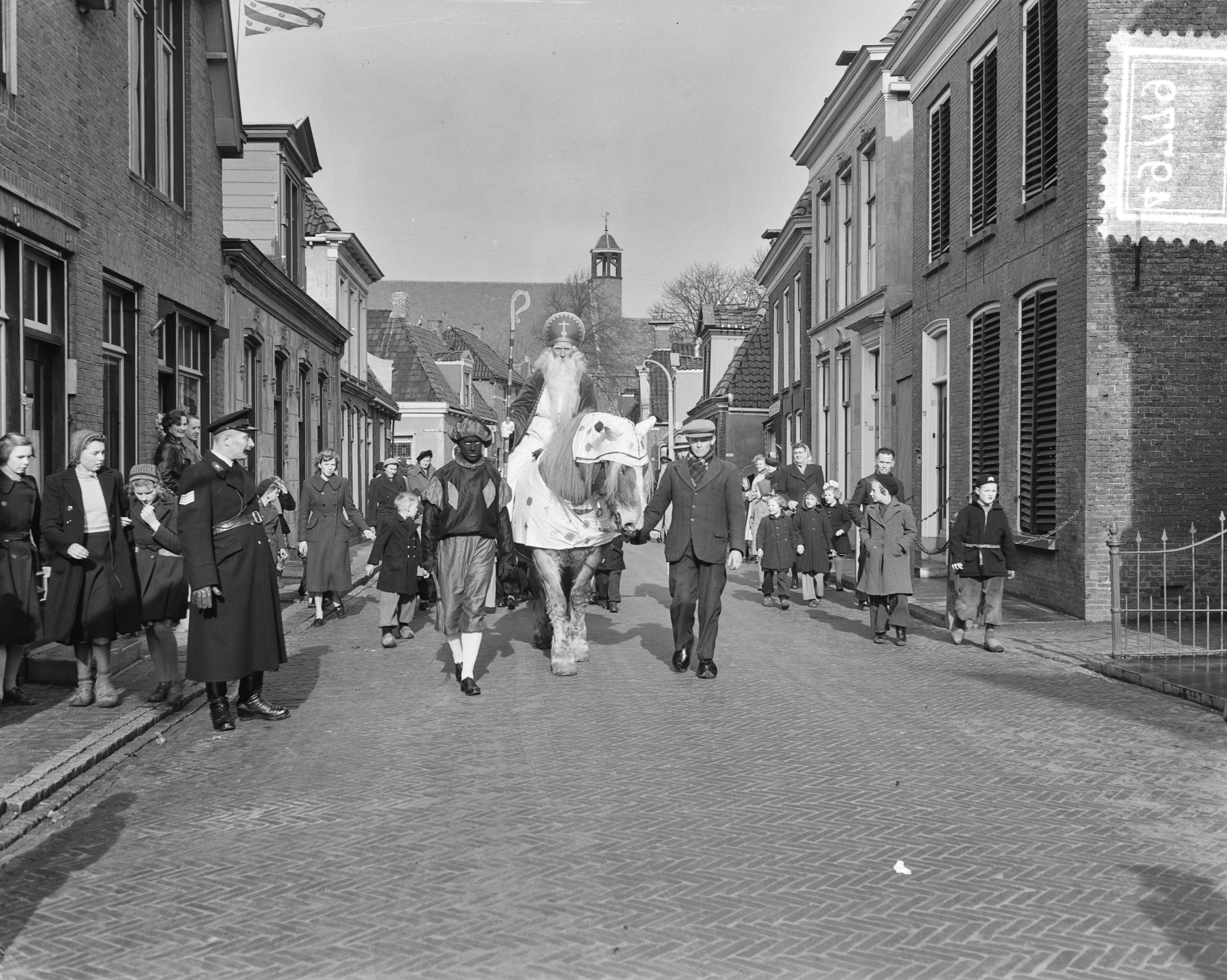
Sint Piter in de Hoofdstraat in 1952

In het verleden kwam Sint Piter aan op 21 februari. Sinds 1971 arriveert Sint-Piter op de zaterdag voor zijn naamdag, 22 februari, tenzij die twee dagen te dicht bij elkaar liggen; dan komt hij een week eerder. Hij komt aan bij de kade bij Hotel Oostergoo. Daar wordt hij opgewacht door de inwoners van Grouw en de leerlingen van de basisscholen van het Friese dorp. Daarna volgt traditiegetrouw een tocht door het dorp onder begeleiding van het muziekkorps. In 1941 kwam Sint Piter aan in een arrenslee.

## Activiteiten
Rondom het Sint-Piterfeest worden altijd verschillende activiteiten georganiseerd. Traditiegetrouw wordt door het personeel van de basisschool het Sint Pitermearke opgevoerd. Sinds 1950 wordt elk jaar een ander sprookje voor de bevolking gespeeld. Ook worden verhalen verteld aan de kinderen. Net als bij Sinterklaas wordt door de kinderen van Grouw de schoen gezet en is er bij velen een zak met cadeautjes voor de deur te vinden.

## Vertrek
Sint-Piter vertrekt elk jaar op 21 februari, de dag voor zijn naamdag, zodat hij, anders dan Sinterklaas, maar maximaal een week in het land is. Op It Grien (plein in Grou) worden dan door de kinderen honderden gekleurde ballonnen opgelaten met naamkaartjes; de ballon die het verste komt wint een prijs.
Vervolgens vertrekken Sint Piter en Aldemar, gevolgd door de Grouwster bevolking, naar de kade bij Hotel Oostergoo. Daar ligt de stoomboot van Sint Piter klaar en worden hij en Aldemardum door de Grouwsters uitgezwaaid voor hun tocht naar Spanje. Vaak moet Sint Piter wachten op Aldemar, die altijd te laat is voor de boot en die altijd met spectaculaire stunts weet in te halen. In 2010 vertrok hij per luchtballon naar Spanje.

## Andere plaatsen
Ook in Gees werd het feest gevierd. Ook hier moesten pas gehuwden een bal wegslaan, nu ze geen vrijgezel meer waren. Ze gooiden geld in de groep kinderen en deze werden daarna verrast met koud water. Ook in Denemarken, Frankrijk, Duitsland en Tsjechië wijzen spreekwoorden op het oude gebruik.